# CZ P-10 C
La CZ P-10 C es una pistola semiautomatica de tamaño compacto fabricada por la compañía checa Česká Zbrojovka (CZ). Su armazón es de polímero estable mecánica y térmicamente, reforzado con fibras de vidrio. Pertenece al segmento de pistolas  “striker fired“. Tiene tres lomos desmontables de la empuñadura para una adaptación individual de su tamaño.
La pistola CZ P-10 C fue presentada al público en las ferias SHOT Show 2017 e IWA OutdoorClassics 2017.

## Premios
La CZ P-10 C ha ganado el premio "Pistola del año 2017" por la revista estadounidense Guns & Ammo.